# Torre do Relógio (Horta)

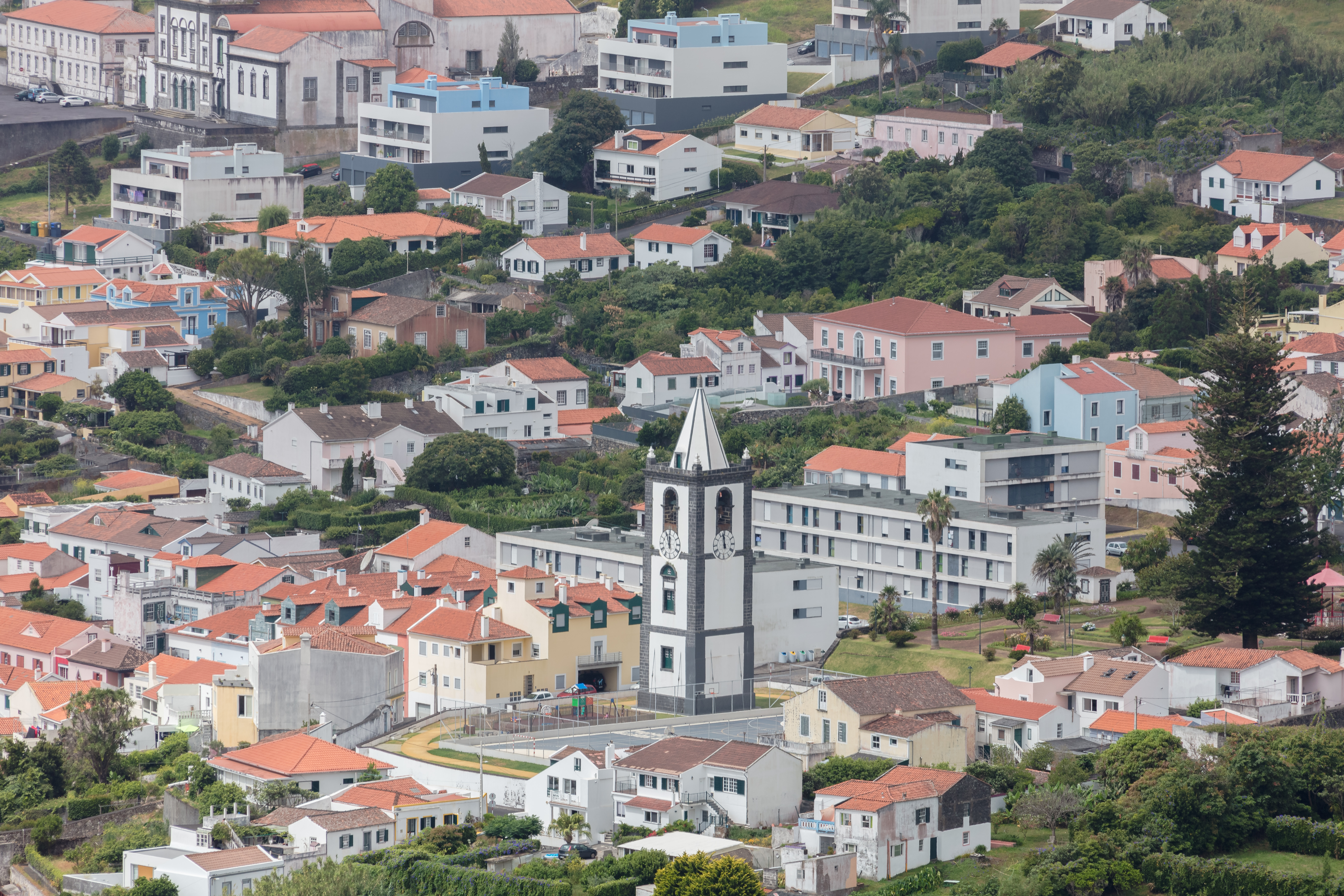
Torre do Relógio, Matriz

A Torre do Relógio é actualmente um monumento e o que resta de um templo religioso cristão português localizado na freguesia da Matriz, concelho da Horta, na ilha do Faial, no arquipélago dos Açores.
Esta torre localiza-se junto ao Jardim Florêncio Terra e tem uma data de construção que recua ao século XVIII. Foi edificada para ser pertença da antiga Igreja Matriz da Horta, igreja essa que datava de 1500, bem como para funcionar como o relógio da cidade.
Esta primeira Igreja Matriz da Horta, foi em 1597, como praticamente todas as igrejas e conventos da cidade da Horta, incendiada pelos corsários ingleses que se encontravam sob o comando de Walter Raleigh (Hayes Barton, Devonshire, 1552 ou 1554 — Londres, 29 de outubro de 1618) Imediato do Conde de Wessex.
Algum tempo depois, deu-se inicio à sua reconstrução, tendo as obras decorrido entre 1607 e 1615, quando ficou de novo pronta para o culto.
Ao longo dos séculos sofreu os efeitos do numerosos sismos que abalaram a ilha, sendo que já nos finais do Século XVIII não oferecia segurança para poder ser utilizada sem importantes obras de manutenção.
Como Portugal se encontrava num período de revolução o seu restauro nem foi sequer pensado, pelo que em 1825 esta antiga igreja foi pura e simplesmente demolida.
A partir desta data, a Igreja de São Salvador, anexa ao Convento dos Jesuítas da Horta, passou a ser a Igreja Matriz da cidade, local para onde foi transportada a respectiva imagem.
O espaço anteriormente ocupado pelo templo, o Largo de D. Luís, dá hoje lugar a um espaço multi-usos para fins desportivos, bem como a um circuito pedonal e um parque infantil.
A quando da construção desta torre sineira, no século XVIII, foi originalmente colocado um mecanismo de relógio comprado em Inglaterra e que durou por alguns séculos. Recentemente foi desativado e substituído por um elétrico, mas prevê-se ainda assim o restauro do mecanismo original para breve.
O forte sismo que abalou a ilha do Faial em 9 de Julho de 1998 fez estragos de monta na torre que teve de ser sujeita a obras de restauro e manutenção.